# Frankfurt Galaxy (ELF)
Frankfurt Galaxy je klub američkog nogometa iz Frankfurta osnovan 2021. Boja dresova je ljubičasta i zlatna. Član je najvišeg razreda lige u američkom nogometu u Europi - European League of Football. Frankfurt Galaxy (ELF) je nasljednik Frankfurt Galaxy (NFLE).

## Uspjesi
ELF Bowl
- prvak: 2021.

ELF - Južna divizija
- pobjednik: 2021.

## Poveznice
- službene stranice  Arhivirana inačica izvorne stranice od 10. lipnja 2021. (Wayback Machine)
- [neaktivna poveznica]
- Facebook
- European League of Football